# Houhu Lake
Houhu Lake är en sjö i Kina. Den ligger i provinsen Hubei, i den centrala delen av landet, omkring 17 kilometer norr om provinshuvudstaden Wuhan. Houhu Lake ligger 18 meter över havet. Arean är 13,9 kvadratkilometer. Runt Houhu Lake är det i huvudsak tätbebyggt. Den sträcker sig 6,4 kilometer i nord-sydlig riktning, och 6,5 kilometer i öst-västlig riktning.
Genomsnittlig årsnederbörd är 1 631 millimeter. Den regnigaste månaden är juli, med i genomsnitt 255 mm nederbörd, och den torraste är december, med 20 mm nederbörd.